# سیارک ۲۱۵۷۵
سیارک ۲۱۵۷۵ (به انگلیسی: 21575 Padmanabhan، نامگذاری:1998RB80) بیست و یک هزار و پانصد و هفتاد و پنجمین سیارک کشف شده‌است که در ۱۴ سپتامبر ۱۹۹۸ کشف شد.
قدر مطلق سیارک برابر ۲۸.۲ است.